# Apeadeiro de Urrós
O Apeadeiro de Urrós foi uma gare da Linha do Sabor, que servia a localidade de Urrós, no Município de Mogadouro, em Portugal.

## História

### Construção e inauguração
Em 1932, estava em construção o troço da Linha do Sabor entre Mogadouro e Urrós. Em 1937, este troço ainda estava em obras, junto com a continuação até Duas Igrejas - Miranda.
Na II Série do Diário do Governo n.º 33, de 10 de Fevereiro de 1938, foi publicado um diploma que ratificou o auto da recepção definitiva da empreitada n.º 2 da Linha do Sabor, executada pela Companhia Geral de Construção, e que incluía a instalação da via férrea e da linha telefónica até Urrós, e a construção deste apeadeiro, que era constituído por um edifício de passageiros, uma retrete, uma plataforma, um cais de mercadorias e a correspondente via de topo, as vedações, uma placa para inversão de locomotivas, um depósito de água, e uma segunda linha.
O tramo entre Mogadouro e Duas Igrejas - Miranda foi inaugurado em 22 de Maio de 1938.

### Encerramento
Tanto como a Linha do Sabor como o apeadeiro de Urrós, foram encerrados a 1 de Agosto de 1988.